# Boulevard Brand Whitlock
 (août 2025).
Si vous disposez d'ouvrages ou d'articles de référence ou si vous connaissez des sites web de qualité traitant du thème abordé ici, merci de compléter l'article en donnant les références utiles à sa vérifiabilité et en les liant à la section « Notes et références ».
Pour les articles homonymes, voir Whitlock.
Le boulevard Brand Whitlock (en néerlandais : Brand Whitlocklaan) est une artère bruxelloise située sur le territoire de la commune de Woluwe-Saint-Pierre et surtout de Woluwe-Saint-Lambert, qui va du square Maréchal Montgomery au square Vergote en passant entre autres par l'avenue de Woluwe-Saint-Lambert, la rue Saint-Henri, l'avenue Georges Henri et l'avenue Marie-José.
La numérotation des habitations va de 1 à 169 pour le côté impair et de 2 à 158 pour le côté pair. Seuls les numéros 1 à 5 et 2 à 8 sont sur Woluwe-Saint-Pierre.
Le boulevard doit son nom à un diplomate américain, Brand Whitlock (1869-1934).

## Situation et accès
Le boulevard est desservi par la station de métro Montgomery et par les stations de prémétro Montgomery et Georges Henri.

## Inventaire régional des biens remarquables
Woluwe-Saint-Pierre
- no 6 : Hôtel du comte d'Oultremont

Woluwe-Saint-Lambert
- no 77 : Résidence Brand Whitlock
- no 163-165-167 : Trois immeubles éclectiques classés